# Tierra del Fuego (película de 1948)
Tierra del Fuego es una película argentina en blanco y negro dirigida por Mario Soffici sobre guion de Ulyses Petit de Murat que se estrenó el 30 de noviembre de 1948 y que tuvo como protagonistas a Pedro López Lagar, Sabina Olmos, Mario Soffici y Alberto Closas.

## Sinopsis
El enfrentamiento en Tierra del Fuego de dos amigos que estuvieron en la legión extranjera y ahora uno es sacerdote y el otro cazador de lobos marinos.

## Reparto
Participaron del filme los siguientes intérpretes:
- Pedro López Lagar
- Sabina Olmos
- Mario Soffici
- Alberto Closas
- Ricardo Duggan
- Norma Giménez
- Orestes Caviglia
- Raúl del Valle
- Leticia Scury
- Walter Jacob
- José Maurer
- Hedy Krilla
- Julio Bianquet
- Rafael Salvatore
- Leda Besares
- Omar Nardi
- Beatriz Día Quiroga
- Chola Osés
- Ricardo Trigo
- Hugo Duhalde
- Hilda Muller
- Gilberto Peyret
- Enrique Fava
- Carlos Bellucci

## Comentario
La crónica del diario Noticias Gráficas expresaba que se trata de un “drama de pasiones desatadas…sorprende por un derroche de elementos técnicos…Junto al drama pasional e individualista, no muy bien explicado ni tampoco ahondado como era menester, se destaca con caracteres netos y claros la acción de los padres salesianos”.

## Premios
Por sus intervenciones en esta película la Academia de Artes y Ciencias Cinematográficas de la Argentina le otorgó el premio Cóndor Académico al mejor argumento original de 1948 a Ulyses Petit de Murat y galardonó con menciones especiales a su director Mario Soffici y su productor Curt G. Lowe.